# Kogelwerper
De kogelwerper (Sphaerobolus stellatus) is een schimmel behorend tot de familie Geastraceae. Hij komt voor op vochtig vermolmd loof- en naaldhout, soms op plantenresten of mest.

## Kenmerken

### Uiterlijke kenmerken
Het vruchtlichaam heeft een diameter van 1 tot 3 mm, is bolvormig, flexibel, witachtig tot strogeel van kleur. Op de grond is in een kogeltje (de peridiole) dat bij rijpheid zwart wordt. Het buitenmembraan (het exoperidium) opent zich snel in een ster van 4 tot 9 goud- of oranjegele slippen, die zich vormt als een klein kopje en het peridiole blootlegt. Dat kogeltje bevat de sporen en wordt afgeschoten, doordat het onderliggende schoteltje binnenstebuiten klapt. Het schoteltje blijft achter als een glazig, bol vlies. De kogelwerper kan het kogeltje afschieten tot een hoogte van vier meter en een afstand overbruggen van vijf meter.

### Microscopische kenmerken
De basidiosporen zijn ellipsvormig-langwerpig, glad, met verdikte wanden, kernachtig, hyaliene, dextrinoïde in Melzers reagens, cyanofiel en afmetingen 6,8–9,2 × 4,7–7,9 µm, Q avg=1,53. De conidia zijn langwerpig, dunwandig, met twee of meer kernen.

## Verspreiding
De kogelwerper komt in Nederland algemeen voor. Hij staat op de rode lijst in de categorie 'gevoelig'.

## Foto's

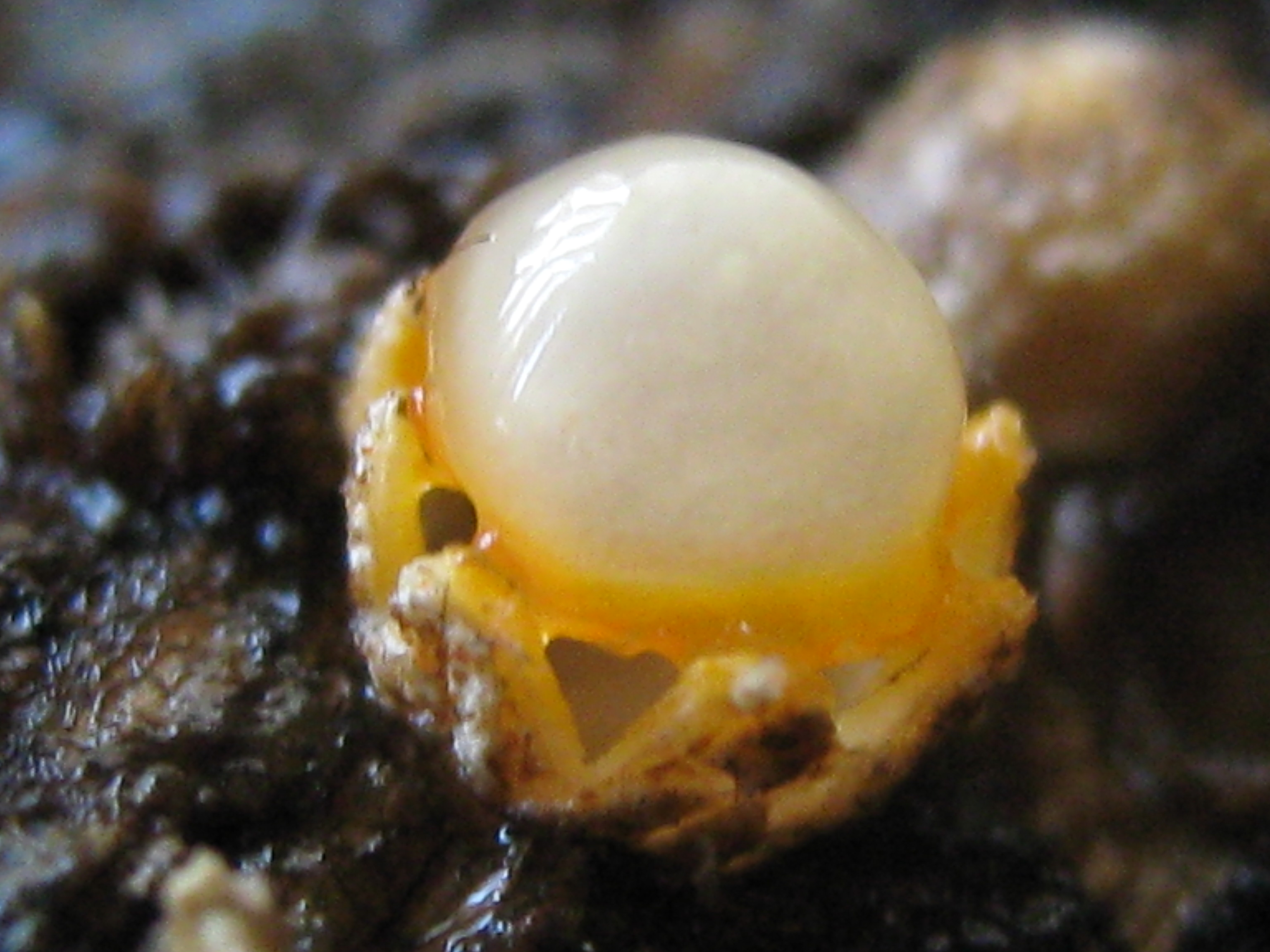
Gesloten bolletje
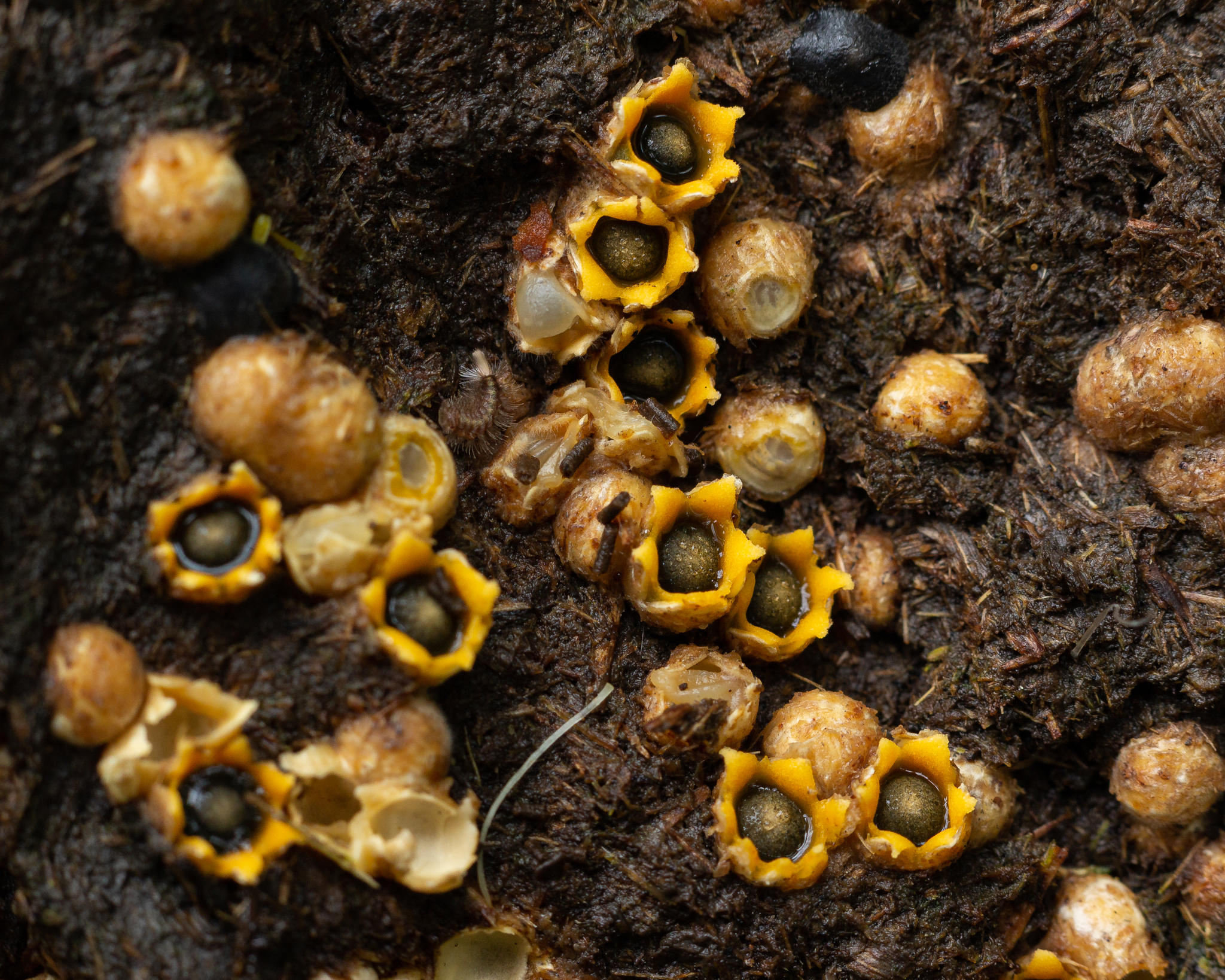
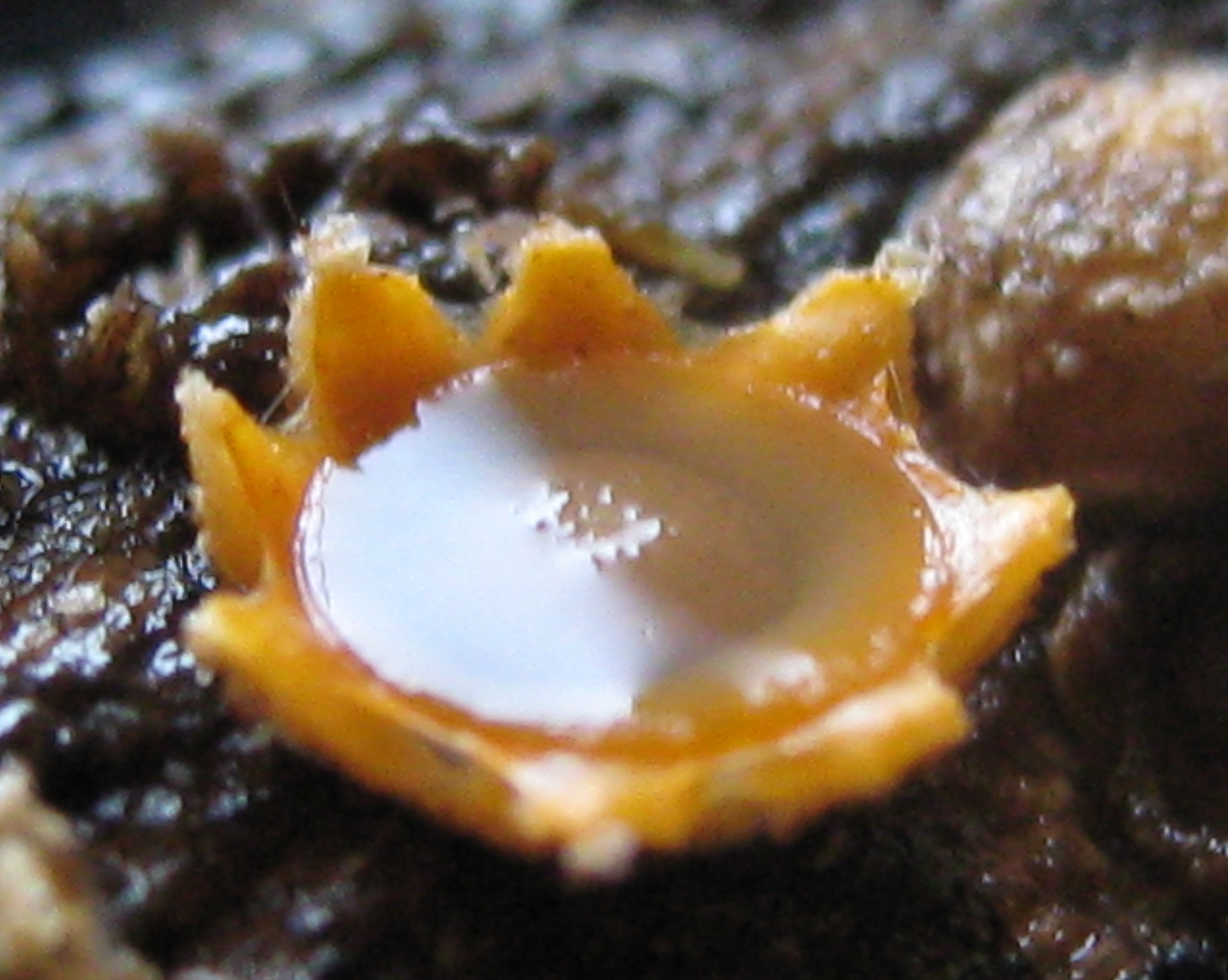